# ザッツ!好奇心
『ザッツ!好奇心』（ザッツ こうきしん）は、1985年10月13日から1986年1月26日まで日本テレビ系列局で放送されていた読売テレビ製作のバラエティ番組である。全15回。放送時間は毎週日曜 19:00 - 19:30 （日本標準時）。司会は村野武憲と岡部まりが務めていた。

## 放送リスト
1. ゴム飛行機で人間は飛べるか!? （10月13日）
2. ワリバシでSLが走る!? 34万本の大挑戦（10月20日）
3. インドの鳥人来日！高飛びで世界新成るか（10月27日）
4. ペットをフォーカス 飼い主が留守の家（11月3日）
5. スター500人で合成 手配写真の珍実験（11月10日）
6. 激闘! 犬掻き選手権 一番早い犬VS人間（11月17日）
7. 超スローで見る人の世界（11月24日）
8. 日本列島縦断・タクシー激走！料金は？（12月1日） - 鹿児島県から北海道まで1台のタクシーで縦断する企画。
9. 小学生が作る一番食べたい給食（12月8日）
10. オンチが治った!? 地獄の猛特訓一週間（12月15日）
11. Xマス情報 プレゼント人気No.1 （12月22日）
12. タコの不思議全公開（12月29日）
13. 猫のマイケル登場！人気動物猫舌比べ（1月12日）
14. ロボットがヒヨコの母に（1月19日）
15. これがダイヤの光だ（1月26日）

参考：『下野新聞縮刷版』下野新聞社、ラジオ・テレビ欄頁。
| 読売テレビ製作・日本テレビ系列 日曜19:00枠                   | 読売テレビ製作・日本テレビ系列 日曜19:00枠       | 読売テレビ製作・日本テレビ系列 日曜19:00枠    |
| 前番組                                                       | 番組名                                           | 次番組                                        |
| ------------------------------------------------------------ | ------------------------------------------------ | --------------------------------------------- |
| びっくり日本新記録（第3期） （1979年7月1日 - 1985年10月6日） | ザッツ!好奇心 （1985年10月13日 - 1986年1月26日） | どっちDOTCH! （1986年2月2日 - 1986年6月29日） |